# Kniebuch
Ein Kniebuch ist ein Bilderbuch mit Spiralbindung in einem großen Querformat, das mit Hilfe eines Ständers sitzend auf den Knien des Vortragenden präsentiert wird. Beim Vorlesen betrachten die Kinder die großen Abbildungen auf der ihnen zugewandten Seite. Dem Vorlesenden stehen auf der Rückseite neben verkleinerten Abbildungen auch der Text zum Vorlesen zur Verfügung.
Kniebücher sind die ideale Darbietungsform für größere Gruppen. Zwei stabile Kartons garantieren (beispielsweise bei einem Sitzkreis im Kindergarten) einen sicheren Stand auf den Knien des Vorlesers.
Kniebücher bieten einen großen kreativen Freiraum und sind Anreiz für die Behandlung weitere Lerninhalte. Mit themenbezogenen Liedern kann auch die Stimme der Kinder gefördert werden.
Ein Kniebuch kann weitere Informationen enthalten:
- pädagogisch/didaktische Hinweise
- Anregungen für Übungen zur sprachlichen Förderung
- Lieder zum gemeinsamen Gesang

Kniebücher und Bilderbuchkinos sind für die Arbeit in kleineren Gruppen in Kindergärten und Grundschulen geeignet.